# Cnemidophorus parvisocius
Cnemidophorus parvisocius är en ödleart som beskrevs av  Richard G. Zweifel 1960. Cnemidophorus parvisocius ingår i släktet Cnemidophorus och familjen tejuödlor. IUCN kategoriserar arten globalt som livskraftig. Inga underarter finns listade i Catalogue of Life.